# تاريخ الشيشان في الإمبراطورية الروسية
دُمجت الشيشان لأول مرة ككيان في الإمبراطورية الروسية عام 1859 بعد حرب القوقاز التي استمرت عقودًا. تميز الحكم القيصري بالانتقال إلى الحداثة، بما في ذلك تشكيل (أو إعادة تشكيل) البرجوازية الشيشانية، وظهور الحركات الاجتماعية، وإعادة توجيه الاقتصاد الشيشاني نحو النفط، والتمييز العرقي الشديد على حساب الشيشان وغيرهم لصالح الروس وقوزاق كوبان، والتحول الديني بين الشيشان نحو الطائفة القادرية الصوفية.

## ترحيل الشيشان نحو تركيا
في عام 1860، بدأت روسيا بالهجرة القسرية لتطهير المنطقة عرقيًا. أمر القيصر ألكسندر الثاني بنفي ملايين القوقازيين (بما في ذلك مئة ألف شيشاني على الأقل) في 1860-1866. على الرغم من أن الشركس كانوا الضحايا الرئيسيين (والأكثر شهرة) (ومن هنا جاءت الإبادة الجماعية الشركسية)، فقد أثرت عمليات الطرد أيضًا بشكل خطير على شعوب أخرى في المنطقة. تشير التقديرات إلى أن 80% من الإنغوش غادروا إنغوشيا إلى الشرق الأوسط في عام 1865. أُجلي الشيشان في الأراضي المنخفضة بأعداد كبيرة، وبينما عاد الكثير منهم، كانت الأراضي المنخفضة الشيشانية السابقة تفتقر إلى سكانها الشيشان التاريخيين لفترة طويلة حتى استقر الشيشان في المنطقة أثناء عودتهم من ترحيلهم بين عامي 1944-1957 إلى سيبيريا.  قُضي تمامًا على الأرشتين، في ذلك الوقت (بشكل مثير للجدل)، كشعب منفصل، كمجموعة متميزة؛ وفقًا للوثائق الرسمية، اختفت 1366 عائلة أرشتينية (أي إما هربت أو قُتلت)، وبقيت 75 عائلة فقط. هذه العائلات الخمسة والسبعين، التي أدركت استحالة الوجود كأمة من مئات الأشخاص فقط، انضمت (أو أعادت الانضمام) إلى الأمة الشيشانية تحت اسم إريستخوي توكخوم.
كما يشير دنلوب، فإن 100 ألف شيشاني الذين نُفيوا بين عامي 1860-1864 ربما كانوا يشكلون أكثر من نصف الأمة في ذلك الوقت، كما في تعداد 1896 الروسي، كان هناك فقط 226,171 شيشانيًا مدرجًا في القائمة.

### محاولات للعودة
حاول بعض الشيشان العودة، لكن الحكومة القيصرية رفضت السماح لهم، حتى عندما وعدوا بالتحول إلى العقيدة الأرثوذكسية إذا سُمح لهم بالعودة. ومع ذلك، تمكن البعض من العودة رغم كل شيء.

## الاتجاهات الاجتماعية

### التحول إلى الإسلام القادري
في منتصف القرن التاسع عشر، اكتسبت طائفة القادرية الصوفية أعدادًا كبيرة من الأتباع الشيشانيين (إلى حد كبير على حساب طائفة النقشبندية). في نهاية المطاف، كانت الغالبية العظمى من الشيشان من القادريين، ما فصلهم عن جيرانهم الشرقيين في داغستان الذين استمروا في اتباع طائفة النقشبندية. الذِكر، الذي أصبح يُنظر إليه لاحقًا على أنه طقسًا شيشانيًا أكثر من كونه طقسًا إسلاميًا أو قادريًا، هو الرقص الدائري المصحوب بالترديد أو الإنشاد، وكان خاصًا إلى حد كبير بالطائفة القادرية (على الرغم من أنه أصبح لاحقًا عرقيًا أكثر لأن غير القادريين انضموا إليه). أخيرًا، ركزت طائفة القادريين بشكل أكبر على الخلاص الفردي بدلاً من الحاجة إلى تحسين المجتمع (كما فعل النقشبنديون). لهذا السبب، نظرت الحكومة الروسية في البداية إلى هذا الانتقال الجماعي على أمل أن عقليتها الأقل مجتمعية المزعومة ستعني نهاية المقاومة الشيشانية لحكمها. ومع ذلك، احتجاجًا على الظروف غير المواتية، انتفض الشيشان مرة أخرى في 1877-1878، ولعب القادريون دورًا رئيسيًا في تنظيم الحركة.